# Лидеры эскадренных миноносцев типа «Карло Мирабелло»
Лидеры эскадренных миноносцев типа «Карло Мирабелло» — тип эскадренных миноносцев Королевского итальянского флота, построенных в 1914—1917 годах. По итальянской классификации кораблей относились к «лёгким разведчикам» (итал. Esploratore Leggero).
Являлись дальнейшим развитием лидеров типа «Поэрио», отличаясь от них увеличенным (почти в 1,5 раза) водоизмещением и более мощной энергетической установкой. Число 102-мм орудий увеличили с 6 до 8. Всего на верфи Ансальдо построили 3 корабля.

## Вооружение и модернизации
Вскоре после вступления в строй вооружение на лидерах «Карло Альберто Раккиа» и «Августо Риботи» усилили, заменив носовое 102/35-мм орудие на 152-мм/40. Однако в 1919 году это орудие сняли, так как оно оказалось слишком тяжёлым для таких кораблей.
В 1920—1922 годах 102-мм/35 орудия на кораблях были заменены на новые того же калибра, но с большей длиной ствола — 102/45. Тогда же установили две 76-мм зенитки, которые вскоре заменили на 40-мм/39 автоматы «виккерс».
В 1942 году с «Августо Риботи» сняли два 102-мм орудия и увеличили число 40-мм автоматов до трёх. В 1943 году сняли ещё два 102-мм орудия, а 40-мм автоматы заменили на шесть 20-мм/70 (6 × 1), установили бомбомёты. Сняли также оба торпедных аппарата.

## Служба
Лидеры вступили в строй во время Первой мировой войны и базировались в порту Бриндизи. Участвовали в боевых действиях на Адриатике, сопровождая конвои судов и делая минные постановки.
Лидер «Карло Альберто Раккиа», находясь в составе эскадры стран Антанты в Чёрном море, подорвался на мине и затонул 27 июля 1920 года возле Одессы.
В 1936-38 годах «Карло Мирабелло» и «Августо Риботи» участвовали в операциях итальянского флота во время гражданской войны в Испании.
В 1938 году лидеры были переклассифицированы в эсминцы.
«Карло Мирабелло» подорвался на мине и затонул 21 мая 1941 года у южного побережья острова Левкас в Ионическом море.
«Августо Риботи» после войны был выделен СССР в счёт репараций, но остался в Италии и был разобран на металл в 1950 году.

## Список кораблей
| Эсминец                                             | Бортовое обозначение | Спущен на воду | Начало службы | Конец службы                                                                                |
| --------------------------------------------------- | -------------------- | -------------- | ------------- | ------------------------------------------------------------------------------------------- |
| Карло Мирабелло (итал. Carlo Mirabello)             | MI                   | 21.12.1915     | 24.08.1916    | подорвался на мине и затонул 21.05.1941 у южного побережья острова Левкас в Ионическом море |
| Карло Альберто Раккия (итал. Carlo Alberto Racchia) | -                    | 2.06.1916      | 21.12.1916    | подорвался на мине и затонул 27.07.1920 возле Одессы                                        |
| Августо Риботи (итал. Augusto Riboty)               | RI                   | 24.9.1916      | 5.05.1917     | разобран на металл в 1950 году                                                              |